# Ctenolio
El ctenolio o ctenolium es una estructura presente en las vieiras (familia de los Pectinidae). Se trata de una fila de pequeños dientes con forma de peine.

## Etimología
El término del latín científico Ctenolium viene del diminutivo del griego antiguo κτείς kteís, "peine".

## Características
El ctenolio está situado en el borde anterior de la valva derecha de la concha, al lado de la marca que queda de la  glándula juvenil del biso. Pese a que muchas vieiras pierden esta característica a medida que se convierten en adultos al desplazarse libremente, todas tienen un ctenolio en algún momento de su vida. Ningún otro bivalvo tiene una característica análoga. El ctenolio se encuentra solo en las vieiras modernas. Sus antepasados, los entoliidos, no lo poseían.